# Kerry King
Kerry Ray King (Los Angeles (Californië), 3 juni 1964) is een gitarist uit de thrashmetalband Slayer. Hij richtte de band op samen met Jeff Hanneman. Kenmerkend voor zijn speelstijl zijn de hoge snelheden, atonale solo's en de afwisseling tussen loopjes met powerakkoorden. Hij wordt algemeen gerekend tot de meest invloedrijke gitaristen en componisten in heavy metal, door zowel muzikanten als fans. Mede door zijn looks en zijn makkelijke manier van praten in interviews wordt hij alom beschouwd als het boegbeeld van Slayer.
Na het stoppen van Slayer richt hij in 2024 zijn eigen band op genaamd Kerry King, met 'From Hell I Rise' als debuutalbum uitkomend op 17 mei 2024.

## Muzikale carrière

### 1981-2019: Slayer
King en Hanneman richtten in 1981 Slayer op (dan nog onder de naam Dragon Slayer), na beiden afgewezen te zijn bij een auditie voor de band The Misfits. King en Hanneman hadden voorafgaand aan de auditie al met elkaar gesproken over een band waarbij een mengeling gemaakt moest worden van bands als Venom, Judas Priest, Black Sabbath en punkrock. Zanger Tom Araya voegt zich al snel bij het duo en als later de pizzakoerier Dave Lombardo wel heel vaak blijft hangen na de bezorging, mag hij auditie doen. Met deze vier bandleden neemt Slayer enkele albums op.
In korte tijd weet de band met hun ongekend hoge snelheid, hun duistere overkomen en de agressieve zang van Tom Araya hoge ogen te gooien en mag de band openen voor onder meer Venom. Tijdens het concert van Venom, na snel te hebben afgebouwd, staan King en Araya vooraan in het publiek om Venom te mogen zien. In die tijd bouwde de band zijn eigen podium nog op, wat al snel onmogelijk gemaakt werd door de groeiende schare fans die rondom de tourbus van de band hing.
Tijdens de opnames van het album Show No Mercy (1983) verweeft de gitaartandem King-Hanneman nog diverse invloeden van andere bands terug. Pas bij het verschijnen van het tweede album, Hell Awaits (1985), wordt de definitieve identiteit van Slayer hoorbaar.
In 1986 verschijnt het album Reign In Blood. Dit album wordt alom beschouwd als het ijkpunt in thrashmetal. Ofschoon de meeste nummers die uitgegroeid zijn tot favorieten bij het publiek door Jeff Hanneman worden geschreven, eist ook King een belangrijk deel van het schrijfproces op. De populariteit van de band groeit enorm na het verschijnen van dit album.
Op South Of Heaven (1988) en Seasons in the Abyss (1990) laat de band zich van een rustigere kant zien, maar boet het aan felheid en agressie niets in. Zanger Tom Araya neemt de rol van tekstschrijver steeds vaker over van hanneman en King, waardoor er een verschuiving van de onderwerpen komt. Met name de psychiatrische kant van excessief geweld wordt door hem belicht. Om het tienjarig jubileum van de band te vieren, wordt in 1991 het livealbum Decade Of Aggression uitgebracht. Na de promotie hiervan vertrekt drummer Dave Lombardo voor het eerst.
In 1994 brengt Slayer voor het eerst een album uit zonder alle oorspronkelijke vier bandleden, namelijk Divine Intervention. Kerry King manifesteert zich in de pers in deze periode nadrukkelijk als leider van de band en hij besluit eigenhandig, met instemming van Tom Araya, dat de band Machine Head de support act voor de hele wereldtournee moet worden. Drummer Dave Lombardo is vervangen door Paul Bostaph, die samen met John Detty en Dave Lombardo nog enkele malen stuivertje zouden wisselen. De komst van Bostaph stelt de band in staat in andere ritmes te hanteren (die Lombardo overigens ook beheerst). In de loop der jaren blijkt de positie van drummer moeilijk stabiel te houden binnen Slayer.
In januari 2011 wordt mede-gitarist Jeff Hanneman gebeten door een spin, waardoor hij een vleesetende bacterie oploopt. Als gevolg hiervan is hij lange tijd niet in staat op te treden en Exodus gitarist Gary Holt valt tijdelijk voor hem in.
Op 2 mei 2013, na het overlijden van Hanneman, is King de enige componist in de band. Dit wordt het eerste album van Slayer dat niet door Rick Rubin geproduceerd wordt. Het contract met diens Def American is verlopen en Slayer heeft getekend bij de Amerikaanse tak van het Duitse label Nuclear Blast, waar ook Exodus en bevriende band Machine Head ondergebracht zijn.
Onder Nuclear Blast bracht Slayer één album uit: Repentless.
Op 22 januari 2018 kondigde Slayer hun afscheidstournee aan. Tijdens die tour trad de band op tijdens Graspop Metal Meeting en in de Ijsselhallen in Zwolle. De band speelde hun allerlaatste concert in The Forum.

#### Megadeth en andere uitstapjes
In 1984 verlaat King Slayer, om bij Megadeth te gaan spelen. Hij bewonderde zanger-gitarist Dave Mustaine, die hij nog kende uit de tijd dat hij in Metallica speelde, vanwege het feit dat hij ingewikkelde solo's op hoge snelheid kon spelen, zonder op zijn handen te hoeven kijken. De twee bleken echter onverenigbare karakters te hebben en enkele weken later voegt King zich weer bij Slayer. De ruzie tussen de twee zou lang stand houden. Ondanks de ruzie blijft King Mustaine een groot gitarist noemen en noemt Mustaine op zijn beurt King "One of the, if not the best rhythm guitarists of all time". In 2010 komen de twee echter weer nader tot elkaar, mede met de concertreeks van The Big Four (Metallica, Slayer, Megadeth en Anthrax) in Europa. Na de festivals gaan de bands in 2010 samen op tour (op initiatief van Megadeth) en King speelt enkele malen live het nummer Rattlehead mee met Megadeth.
King beperkt zich echter niet tot Slayer alleen. Zo speelt hij de solo op het Beastie Boys nummer No Sleep till Brooklyn (1986). De reden hiervoor was echter dat hij het als goede publiciteit voor Slayer zag. Ook speelde hij in 2000 mee met Pantera (in het nummer Goddamn Electric), in 2001 op Dead Girl Superstar, van Rob Zombie, in 2001 op Final Prayer van Hatebreed, in 2002 What We're All About van Sum 41 (wat gebruikt is als soundtrack van Spiderman 2 en in 2010 op Witchkrieg van Witchery.

### 2019-nu: Kerry King
In 2021 onthulde King dat hij meer dan twee albums aan nieuwe muziek klaar heeft voor zijn nieuw project. Hij onthulde ook dat Paul Bostaph betrokken zou zijn bij het project, dat hij graag al in 2020 had uitgebracht. Die plannen moesten echter opgeborgen worden vanwege de Coronapandemie. Verder hintte hij ook al naar een nummer met een riff die hij backstage schreef tijdens een optreden van Slayer.
Op 6 november 2023 kondigde King officieel zijn (solo-)project aan op Facebook. Enkele dagen later onthulde hij het logo en een eerste concert aan. Die gaat door in Daytona International Speedway tijdens Welcome to Rockville.

## Herkenbaarheid
- Hij speelde op zijn eigen signaturegitaar van B.C. Rich, de naar hem vernoemde KKV, en hij gebruikt Marshall versterkers met een signaturetop. Tegenwoordig heeft hij een endorsement deal met Dean Guitars, waar hij zijn eigen signature model heeft, die in een oplage van 50 stuks op de markt is gebracht.
- King trad in het verleden vaak op met een polsband met lange spijkers om zijn linkerarm.
- Vanaf het moment dat King kaal werd heeft hij een grote tatoeage op zijn schedel laten zetten, die met tribal-patronen via zijn armen doorlopen tot op zijn handen. Sindsdien heeft hij ook een baard laten staan.

## Persoonlijk
- Kerry King is getrouwd met Ayesha King. Ze hebben geen kinderen. Hierover verklaart King in interviews "Everybody keeps asking me when I will have kids. I always answer "when I grow up". I just never became an adult". Hij heeft echter een dochter bij een andere vrouw uit een eerder huwelijk. Zijn dochter heet Shyanne Kymberlee King.
- King heeft een grote verzameling pythons en is tussen tours door ook vaak te vinden op reptielenbeurzen. Hij heeft er zelfs regelmatig een stand met ruitpythons, onder de naam Psychotic Exotics.[9]
- Kerry King (in tegenstelling tot de belijdend katholieke Tom Araya) is een groot tegenstander van georganiseerde religie en heeft de tekst "God Hates Us All" op zijn linkerarm getatoeëerd. Dit is tevens de titel van een Slayer album.

## Discografie

### Met Slayer
| Jaar | Album                | Opmerking                                 |
| ---- | -------------------- | ----------------------------------------- |
| 1983 | Show No Mercy        | album                                     |
| 1984 | Haunting the Chapel  | ep                                        |
| 1984 | Live Undead          | livealbum                                 |
| 1985 | Hell Awaits          | Album                                     |
| 1986 | Reign in Blood       | Album                                     |
| 1988 | South of Heaven      | Album                                     |
| 1990 | Seasons in the Abyss | Album                                     |
| 1991 | Decade of Aggression | livealbum                                 |
| 1994 | Divine Intervention  | album, het eerste zonder Dave Lombardo    |
| 1996 | Undisputed Attitude  | Album (coverversies van punk klassiekers) |
| 1998 | Diabolus in Musica   | album                                     |
| 2001 | God Hates Us All     | album                                     |
| 2006 | Eternal Pyre         | ep                                        |
| 2006 | Christ Illusion      | Album                                     |
| 2009 | World Painted Blood  | album                                     |
| 2015 | Repentless           | Uitgebracht onder Nuclear Blast           |

### Overige
| Jaar | Lied                   | Artiest      | Opmerking                            |
| ---- | ---------------------- | ------------ | ------------------------------------ |
| 1986 | No Sleep till Brooklyn | Beastie Boys | tevens in videoclip                  |
| 2000 | Goddamn Electric       | Pantera      | -                                    |
| 2001 | Dead Girl Superstar    | Rob Zombie   | -                                    |
| 2001 | Final Prayer           | Hatebreed    | -                                    |
| 2002 | What We're All About   | Sum 41       | gebruikt voor soundtrack Spiderman 2 |
| 2010 | Witchkrieg             | Witchery     |                                      |

- Bibsys: 5101437
- Biblioteca Nacional de España: XX1707290
- Bibliothèque nationale de France: cb17860439w (data)
- Gemeinsame Normdatei: 1302606190
- International Standard Name Identifier: 0000 0000 7826 6993
- Library of Congress Control Number: no2012089550
- MusicBrainz: 6545b2a5-bbdd-408d-9169-3d7aeade8093
- Nationale Bibliotheek van Tsjechië: js20050725008
- Système universitaire de documentation: 256779031
- Virtual International Authority File: 87448840
- WorldCat: E39PBJvxvJyxBKyFm8rgXqTyh3